# Iparralde
Iparralde o País Basc del Nord (en basc Iparralde o Ipar Euskal Herria) és el conjunt de territoris històrics del País Basc sota administració francesa.
Iparralde es troba a la part més occidental del departament dels Pirineus Atlàntics i el constitueixen les tres províncies històriques de la Baixa Navarra (Nafarroa Beherea en èuscar), Lapurdi i Zuberoa.
La ciutat més important és Baiona. Altres municipis destacats són Biàrritz (en basc Biarritz o Miarritze), Donibane Lohizune i Maule.

## Denominacions
Existeixen diferents denominacions per parlar dels tres territoris bascos sota administració francesa. En català les més freqüents són Iparralde, País Basc del Nord o País Basc francès. La primera està manllevada directament de l'èuscar i significa literalment "part nord", s'usa molt al País Basc, tant en èuscar com en castellà. La segona denominació freqüent, País Basc del Nord es pren de l'Ipar Euskal Herria, molt usat en èuscar i que significa exactament el mateix que en català. I finalment la tercera forma País Basc francès és força emprada en castellà i en menor mesura en francès. També s'han fet servir en menor mesura altres noms com País Basc continental o Euskadi Nord.
Resulta curiós que els bascos d'Hegoalde (literalment, "part sud") anomenen bestaldea (lit., "l'altra part") a Iparralde i que els bascos d'Iparralde fan el mateix amb Hegoalde. És un fenomen comú al traduir aquest terme al castellà o al francès, i crea confusió en els visitants poc informats ("L'altra part de què?").

## Llengües

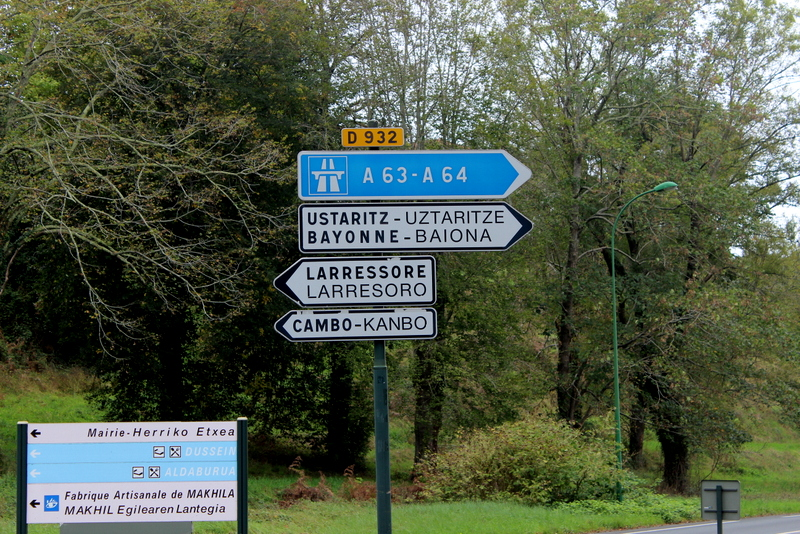
Senyalització bilingüe a Iparralde

Històricament la regió ha tingut dues llengües pròpies, l'euskara en la pràctica totalitat del territori, i el gascó en poblacions limítrofes amb les Landes i el Bearn. Cap de les dues no té estatus oficial malgrat sí un reconeixement secundari a l'educació i a les institucions. En l'àmbit mediàtic té una petita presència en el rotatiu Le Journal du Pays Basque.
Segons dades de 2021, un 20,5% de la població parla basc, i un 9,5% són parlants passius (entenen la llengua, però no la parlen). Pel que fa a l'ensenyament, Iparralde té el més alt percentatge d'alumnes escolaritzats en sistema d'immersió de tot l'estat francès: un 14% dels estudiants de primària estudien només en basc (sobre tot, a la xarxa d'ikastoles), i un 27% més en sistema bilingüe